# Asgeir Dølplads

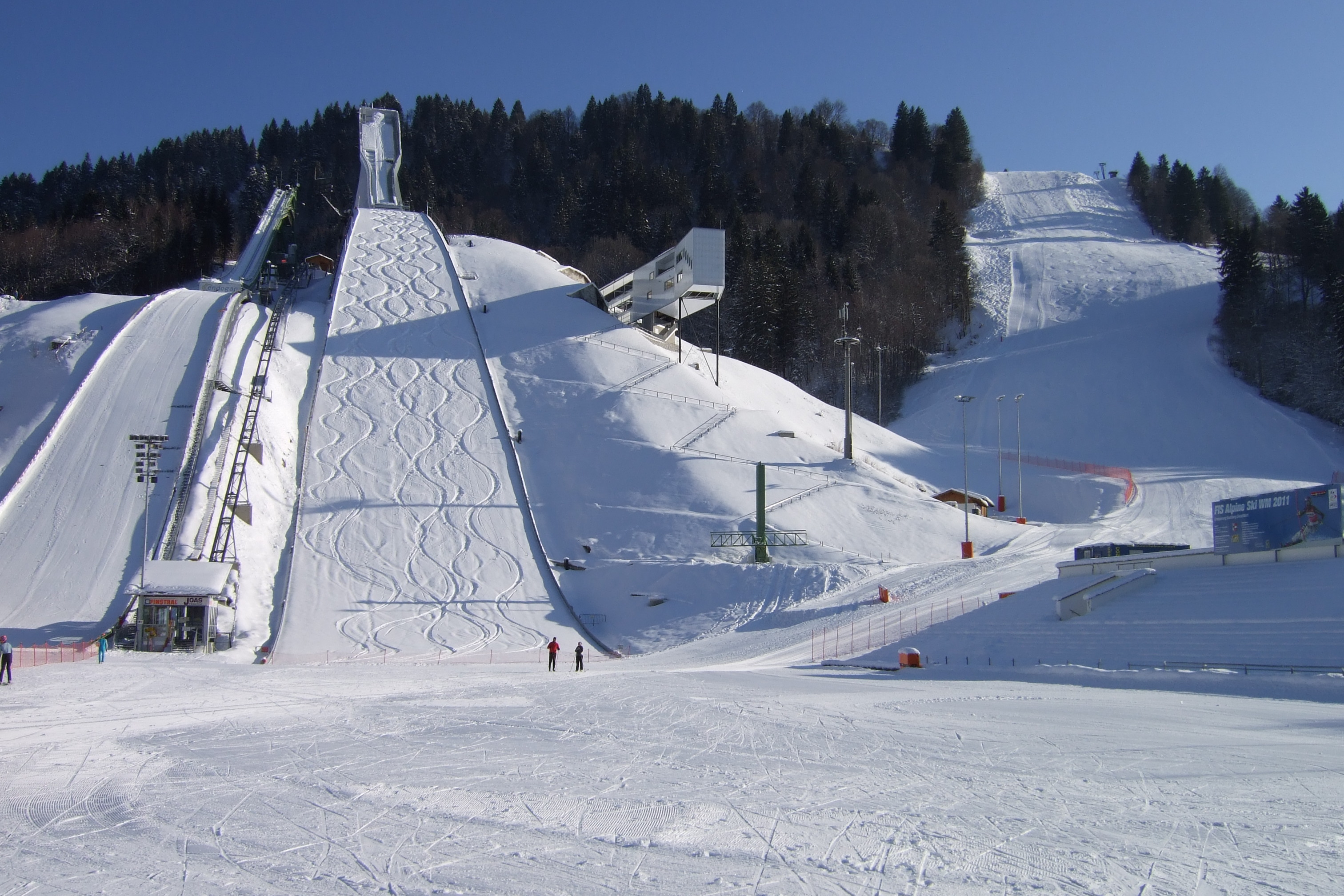
Große Olympiaschanze i Garmisch-Partenkirchen där Asgeir Dølplads vann den allra första tävlingen i tysk-österrikiska backhopparveckan 1 januari 1953.

Asgeir Dølplads, född 26 augusti 1932 i Rena, Hedmark fylke, död 26 september 2023 på samma plats, var en norsk backhoppare och idrottsledare.

## Karriär
Den 1 januari 1953 blev Asgeir Dølplads historisk genom att vinna den allra första tävlingen i Tysk-österrikiska backhopparveckan i Garmisch-Partenkirchen. Med hopp på 78,5 och 81 meter vann han före österrikaren Sepp Bradl. Efter tävlingarna i Oberstdorf (tredjeplats) och Innsbruck (andraplats) låg Dølplads bara ett halvt poäng efter ledande Sepp Bradl, men en sjunde plats i den sista tävlingen i Bischofshofen gjorde att han fick en tredjeplats sammanlagd efter Sepp Bradl och sin landsmann Halvor Næs. 
Dølplads blev åtta i Lahtisspelen 1952 och fyra i Svenska skidspelen i Nässjö 1955. Bästa placeringarna i Norska mästerskapen är en bronsmedalj från NM i Drammen (Drafnkollen) 1956 och fjärdeplats i Mo i Rana (Fageråsbakken) 1957. Han har en guldmedalj från norska juniormästerskapen i Brumunddal 1952.
Asgeir Dølplads var aktiv i backhopparmiljöet i och runt Rena. Där var han en stor drivkraft genom bland annat sitt rekryteringsarbete till backhopparsporten. Han var också en pådrivare för utveckling av backhoppningsarenor. Rena är känt för sin backhopparmiljö och sin stora backhoppsanläggning i Heienberget med fem backar: K15, K25, K40, K90 och K120 (där Lars Bystøl har backrekordet med 140 meter). Första gången någon hoppade längre än 100 meter i Norge var i Renabakken.
Dølplads är svärfar til Atle Antonsen, känd norsk komiker och skådespelare. Han är farfar til snowboardåkaren Thomas Dølplads.